# 多環芳香族炭化水素

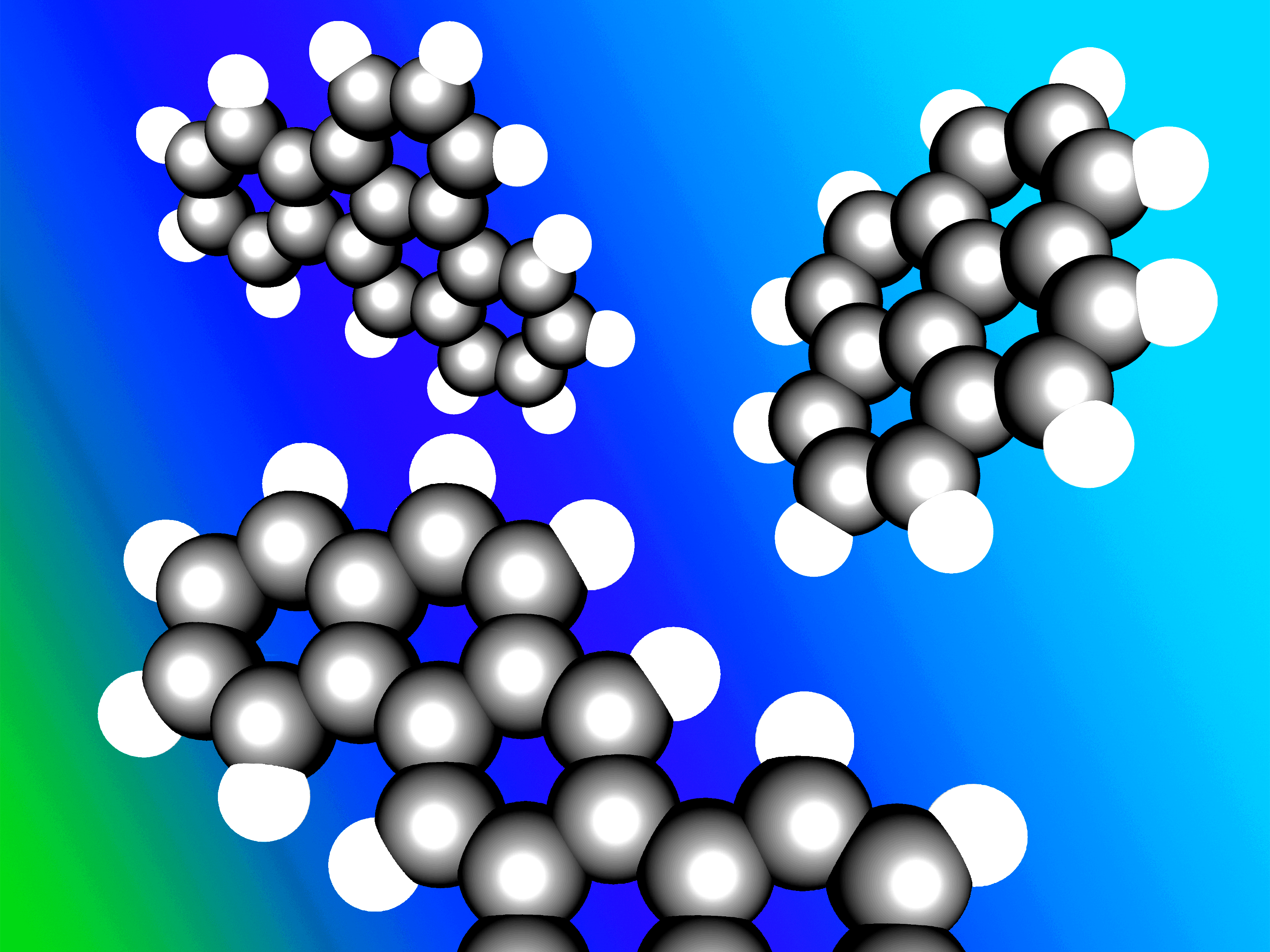
おもな多環芳香族炭化水素の例。左上：ベンズ[e]アセフェナントリレン、右上：ピレン、下：ジベンズ[a,h]アントラセン

多環芳香族炭化水素（たかんほうこうぞくたんかすいそ、英: polycyclic aromatic hydrocarbon、PAH）は、ヘテロ原子や置換基を含まない芳香環が縮合した炭化水素の総称である。縮合環式炭化水素とも呼ばれる。
多環芳香族炭化水素には100以上の化学物質がある。

## 概要
ローランド・スクール、アロイス・ツィンケとエリック・クラー達が多くの業績を遺した。
油や石炭、乾留液（タール）の沈殿物、化石燃料やバイオマス燃料の燃焼の副生成物、焼き肉のように加熱処理した食物で見られる。多環芳香族炭化水素のいくつかは発癌性、変異原、催奇形物質であることが確認されている。
また、星間物質、彗星、隕石にも見られるため自然発生説の基礎となった分子の候補に挙がっている。

## 性質
多環芳香族炭化水素は親油性であるため水より油に混ざりやすい。分子量が大きくなると水に溶けにくくなり不揮発性になってくる傾向にある。この性質のため、環境中の多環芳香族炭化水素は主に土壌中の堆積物と油性物質で見られる。しかし、浮遊粒子状物質であることも懸念されている。
多環芳香族炭化水素は最も広範囲に渡る有機汚染物質の一つである。化石燃料の他、炭素を含む物質（木材、タバコ、脂肪、香など）の不完全燃焼によっても生成する。燃焼のタイプによって生成する多環芳香族炭化水素の相対的な量や異性体が異なってくる。そのため、多環芳香族炭化水素を調べることでエンジンの燃焼なのか、森林火災なのかの判断材料に役立つ。

## ヒトへの影響
多環芳香族炭化水素の毒性は、異性体や環の数に依存する。多環芳香族炭化水素の一つ、ベンゾ[a]ピレンは初めて発癌性が見つかったことで有名である。アメリカ合衆国環境保護庁は7種（ベンズ[a]アントラセン、ベンゾ[a]ピレン、ベンゾ[b]フルオランテン、ベンゾ[k]フルオランテン、クリセン、ジベンズ[a,h]アントラセン、インデノ[1,2,3-cd]ピレン）の多環芳香族炭化水素を発癌性物質に分類している。
発癌性、変異原、催奇形物質であることが知られているものには、ベンズ[a]アントラセン、クリセン、ベンゾ[b]フルオランテン、ベンゾ[j]フルオランテン、ベンゾ[k]フルオランテン、ベンゾ[a]ピレン、ベンゾ[ghi]ペリレン、コロネン、ジベンズ[a,h]アントラセン、インデノ[1,2,3-cd]ピレン、オバレンがある.。

## 化学

フェナントレン

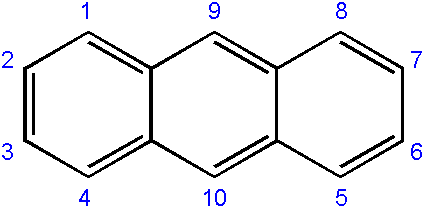
アントラセン

定義上、多環芳香族炭化水素には複数の芳香環があり、ベンゼンを含まない。アメリカ合衆国環境保護庁やCDCなどの一部の情報源は、ナフタレンが最も単純な多環芳香族炭化水素であるとする。他の著者は、三環系の化合物のフェナントレンとアントラセンから、とする。ほとんどの著者は、環にヘテロ原子を含むか、置換基を持っている化合物を除外している。
多環芳香族炭化水素には四員環、五員環、六員環、そして七員環のものなどがあるが、最も有名なのは六員環のものである。六員環でのみ構成されるものは結合交代多環芳香族炭化水素(alternant PAHs)と呼ばれる。そのうちのいくつかはベンゼノイド多環芳香族炭化水素と呼ばれる。
6個以下の縮合芳香環からなる多環芳香族炭化水素は小さな多環芳香族炭化水素、6個より多いものは大きい多環芳香族炭化水素としばしば呼ばれる。様々な小さな多環芳香族炭化水素が販売されているため、多環芳香族炭化水素の研究の大半は6環以下で行われた。
多環芳香族炭化水素はその環構造の違いによって特徴的かつユニークな紫外線吸収帯を持つ。これは多環芳香族炭化水素の同定に特に有用である。また、多くの多環芳香族炭化水素は蛍光性であり、特徴的な波長の光を放出する。

### おもな多環芳香族炭化水素

アントラセン
テトラセン
ペンタセン
ベンゾピレン
クリセン
ピレン
トリフェニレン
コランニュレン
コロネン
オバレン